# Selenanthias analis
Selenanthias analis är en fiskart som beskrevs av Tanaka, 1918. Selenanthias analis ingår i släktet Selenanthias och familjen havsabborrfiskar. Inga underarter finns listade i Catalogue of Life.